# Micronycteris sanborni
Micronycteris sanborni é uma espécie de morcego da família Phyllostomidae. Pode ser encontrada no Brasil e na Bolívia.